# Lust in Space
Lust in Space è l'undicesimo album in studio del gruppo rock satirico statunitense GWAR, pubblicato nel 2009.

## Tracce
1. Lust in Space – 6:12
2. Let Us Slay – 3:25
3. Damnation Under God – 3:27
4. The UberKlaw – 3:39
5. Lords and Masters – 4:53
6. Metal Metal Land – 3:05
7. The Price of Peace (Vocals by Beefcake the Mighty) – 3:37
8. Where Is Zog? – 4:53
9. Make a Child Cry – 2:59
10. Release the Flies (Vocals by Flattus Maximus) – 4:10
11. Parting Shot – 4:16
12. Gwarnography (Bonus track) – 6:03